# Tritoniopsis ramosa
Tritoniopsis ramosa là một loài thực vật có hoa trong họ Diên vĩ. Loài này được (Klatt) G.J.Lewis miêu tả khoa học đầu tiên năm 1959.